# کامیلا دوبکووا
کامیلا دوبکووا (انگلیسی: Kamila Dubcová؛ زادهٔ ۱۷ ژانویهٔ ۱۹۹۹) بازیکن فوتبال اهل جمهوری چک است.
وی همچنین در تیم ملی فوتبال زنان جمهوری چک بازی کرده‌است.